# Paul Feyerabend
Paul Karl Feyerabend, född 13 januari 1924 i Wien, Österrike, död 11 februari 1994 i Genolier, Schweiz, var en österrikisk filosof och vetenskapsteoretiker. Feyerabend arbetade i fyra decennier som professor i filosofi i Berkeley och i vetenskapsteori i Zürich. Han är främst känd som anarkistisk vetenskapsteoretiker och för sin kritik av den traditionella vetenskapliga metoden. Son till en tjänsteman och en sömmerska.

## Uppväxt och militärtjänstgöring
Han verkade under andra världskriget som officer inom tyska armén och tilldelades Järnkorset, men drog sig tillbaka efter en skottskada 1945 och började istället att studera sång. 

## Akademisk karriär
Feyerabend påbörjade sin akademiska karriär i Wien 1947, samarbetade med Imre Lakatos, men studerade också vid Cambridge för Karl Popper. Filosofiskt sett stod Feyerabend i början av sin karriär bland positivisterna för att sedan gå över till relativisterna. Feyerabends eklekticism i vetenskapsteori, med de öppningar han där lämnar mot den sociala verkligheten, placerar honom metodologiskt nära Thomas Kuhn. Han förespråkade vad man kan kalla "kunskapsanarki". Feyerabends första bok Against Method (Ned med metodologin) från 1975, i vilken han bland annat argumenterar för att det inte finns någon "vetenskaplig metod", orsakade en del negativ kritik.

## Syn på vetenskap och teori
Feyerabend påverkades starkt av Imre Lakatos modifiering och vidareutveckling av Poppers falsifierbarhetskriterium. Lakatos menar att forskningspraxis är att serier av teorier, initialvillkor, hjälphypoteser och en stor mängd anomalier ingår i varje forskningsprojekt. Lakatos utvidgade Poppers snäva definition av vetenskaplighet och jämställer vetenskap med metafysik i kontrast mot vidskepelse; något som både Thomas Kuhn och Paul Feyerabend tog fasta på och vidareutvecklade.
Feyerabend förfäktade åsikten att fakta är teoriberoende. Han menade att all perception kräver tolkning. Vetenskapen har dessutom aldrig följt några metodregler, inte kan följa några metodregler och inte bör bindas vid några metodregler. Allt är tillåtet.
Feyerabend ansåg att vetenskapens allenarådande plats i skolan är oförenlig med demokratiska värderingar. Föräldrarna borde få välja bort traditionella skolämnen mot undervisning i astrologi, magi etcetera. Feyerabend menade även att vetenskapen på sikt måste skiljas från staten, precis som kyrkan och stat är åtskilda i flera delar av världen. Feyerabends kritiker, bland andra Ned Block, Jerry Fodor och Daniel Dennett, menar dock att han "är en oseriös enfant terrible i den moderna vetenskapsfilosofin".